# On the Road (Bob McDill-sång)
"On the Road" är en countrylåt skriven av Bob McDill. Den spelades in av Lee Roy Parnell 1993 som titelspår till hans album On the Road samt utgavs som singel.
År 2002 fick låten text på svenska av Tomas Enochsson som "Härifrån (on the Road)". Den spelades in av Lalla Hansson och utgavs som singel. År 2006 medtogs låten på dennes samlingsalbum Fabulous Forty.

## Texten
Texten är uppbyggd kring tre vinjetter som skildrar olika karaktärer: En försummad fru, en underpresterande tonåring som fördöms av sin far och ett äldre par vars barn aldrig kommer och hälsar på. De har gemensamt att de flyr sina otillfredsställande liv genom att ge sig ut på vägarna.

## Låtlista

### Lee Roy Parnell
Sida A
1. "On the Road" (Bob McDill)

Sida B
1. "Back in My Arms Again"

### Lalla Hansson
1. "Härifrån (on the Road)" – 4:40 (Bob McDill, svensk text: Tomas Enochsson)

## Listplaceringar
| Lista (1993)          | Position |
| --------------------- | -------- |
| Canada Country Tracks | 12       |
| Hot Country Songs     | 6        |